# 2185
2185 (ММCLXXXV) е обикновена година, започваща в събота според григорианския календар. Тя е 2185-ата година от новата ера, сто осемдесет и петата от третото хилядолетие и шестата от 2180-те.

## Събития
- Ще се навършат 1000 години от обявяването на въстанието на Асен и Петър и съответно създаването на Втората българска държава.
- 6 септември – Ще се навършат 300 години от обявяването на Съединението на Княжество България с Източна Румелия.